# Samid Beganovic
Samid Beganović est un ancien footballeur professionnel serbe né le 21 janvier 1960 à Prijepolje et mort le 11 mars 2009. Il évoluait au poste d'attaquant.
Il a disputé 61 matchs dans le Championnat de Ligue 2 et inscrit 15 buts en deux saisons.

## Carrière
Après avoir porté les couleurs de deux clubs yougoslaves, le FK Radnički Niš et le FK Vojvodina, Samid Beganovic arrive en France en 1988 et s'engage avec le MUC 72. 
Pour sa première saison dans le championnat de deuxième division, il inscrit onze buts en 33 matchs, avant de rejoindre l'US Créteil, toujours en deuxième division. Il dispute 28 rencontres de championnat, plus une de Coupe de France, et inscrit 4 buts. 
Il porte ensuite successivement les couleurs d'Évry et de Lyon-Duchère.